# Música de Sakamichi no Apollon
O mangá Sakamichi no Apollon (japonês: 坂道のアポロン, Hepburn: Sakamichi no Aporon, lit. "Apolo na Ladeira"; também conhecido como Kids on the Slope) e suas adaptações para anime e filme live action tiveram várias trilhas sonoras e compilações lançadas em torno delas. A música da série é baseado no jazz do início a meados do século XX e apresenta proeminentemente artistas de jazz americanos como Art Blakey e Bill Evans.
A trilha sonora do anime é composta principalmente por Yoko Kanno, que ganhou o prêmio de melhor música no Tokyo Anime Awards por seu trabalho em Sakamichi no Apollon em 2013. O anime usa duas música-tema: seu tema de abertura "Sakamichi no Melody", de Yuki, e seu tema de encerramento, "Altair", de Motohiro Hata.

## Álbuns de compilação

### Kids on the Slope Original Soundtrack(2009)
Em 2009, a EMI Music Japan publicou Kids on the Slope Original Soundtrack, um álbum de compilação que reúne canções referenciadas no mangá. O álbum é composto por uma combinação de gravações originais licenciadas e versões cover do quarteto de jazz japonês Quasimode. O álbum alcançou 261 pontos nas paradas de vendas da Oricon.
| Lista de faixas |                               |                                  |         |  |
| N.º             | Título                        | Interpretado por                 | Duração |  |
| 1.              | "Moanin'"                     | Art Blakey & The Jazz Messengers | 9:35    |  |
| 2.              | "Blowin' the Blues Away"      | Horace Silver                    | 4:43    |  |
| 3.              | "Someday My Prince Will Come" | Quasimode                        | 3:24    |  |
| 4.              | "A Night in Tunisia"          | Art Blakey & The Jazz Messengers | 9:39    |  |
| 5.              | "But Not for Me"              | Chet Baker                       | 3:04    |  |
| 6.              | "Us Three"                    | Horace Parlan                    | 4:34    |  |
| 7.              | "Love for Sale"               | Cannonball Adderley              | 7:04    |  |
| 8.              | "Easy to Love"                | Sarah Vaughan                    | 2:11    |  |
| 9.              | "My Favorite Things"          | Quasimode                        | 4:30    |  |
| 10.             | "Bags' Groove"                | Milt Jackson                     | 3:08    |  |
| 11.             | "Blue Train"                  | John Coltrane                    | 10:41   |  |
| 12.             | "My Funny Valentine"          | Bill Evans & Jim Hall            | 5:21    |  |
| Duração total:  | Duração total:                | Duração total:                   | 67:54   |  |

## Singles

### "Sakamichi no Melody"
"Sakamichi no Melody" de Yuki é a música-tema usada na adaptação para anime da série. A música foi composta e arranjada por Yoko Kanno e escrita por Yuki. A canção foi lançada como o lado B de seu single "Playball" em 2 de maio de 2012, e alcançou a 4.ª posição na Billboard Japan Hot 100 e ficou em terceiro na lista de vendas da Oricon, onde permaneceu por 11 semanas.

### "Altair"
"Altair" de Motohiro Hata é o tema de encerramento da adaptação em anime da série. A canção atingiu a 17.ª posição nas vendas da Oricon e permaneceu na lista por cinco semanas.

## Álbuns de trilha sonora

### Kids on the Slope Original Soundtrack(2012)
Em 2012, a Epic Records Japan publicou Kids on the Slope Original Soundtrack, que reúne as canções usadas na adaptação para anime e a trilha sonora original de Yoko Kanno. O álbum atingiu a 39.ª posição nas vendas da Oricon e permaneceu na lista por 16 semanas..
| Lista de faixas |                                   |                                                 |         |  |
| N.º             | Título                            | Artista original                                | Duração |  |
| 1.              | "Kids on the Slope"               | —                                               | 2:28    |  |
| 2.              | "Chick's Dinner"                  | —                                               | 2:01    |  |
| 3.              | "Moanin'"                         | Bobby Timmons & Art Blakey                      | 4:42    |  |
| 4.              | "Bags' Groove"                    | Milt Jackson                                    | 2:29    |  |
| 5.              | "Blowin' the Blues Away"          | Horace Silver                                   | 1:26    |  |
| 6.              | "Satin Doll"                      | Duke Ellington, Billy Strayhorn & Johnny Mercer | 1:08    |  |
| 7.              | "Yurika"                          | —                                               | 2:35    |  |
| 8.              | "Rosario"                         | —                                               | 2:17    |  |
| 9.              | "Curandelo"                       | —                                               | 1:40    |  |
| 10.             | "Transparent"                     | —                                               | 1:37    |  |
| 11.             | "run"                             | —                                               | 1:33    |  |
| 12.             | "But Not for Me"                  | Ira Gershwin & George Gershwin                  | 4:30    |  |
| 13.             | "My Favorite Things"              | Richard Rodgers & Oscar Hammerstein II          | 3:20    |  |
| 14.             | "Equinox"                         | —                                               | 2:40    |  |
| 15.             | "A Piece of Blue"                 | —                                               | 1:27    |  |
| 16.             | "Lullaby of Birdland"             | George Shearing & George David Weiss            | 3:05    |  |
| 17.             | "Jazz for Button"                 | —                                               | 1:19    |  |
| 18.             | "Four"                            | Miles Davis                                     | 1:38    |  |
| 19.             | "Easy Waltz"                      | —                                               | 2:04    |  |
| 20.             | "float"                           | —                                               | 1:25    |  |
| 21.             | "Milestones"                      | Miles Davis                                     | 2:43    |  |
| 22.             | "Apollon Blue"                    | —                                               | 2:43    |  |
| 23.             | "Kaoru & Sentaro Duo in Bunkasai" | Various                                         | 3:38    |  |
| 24.             | "Someday My Prince Will Come"     | Frank Churchill                                 | 1:42    |  |
| Duração total:  | Duração total:                    | Duração total:                                  | 56:10   |  |

1. ↑  Medley de "My Favorite Things", "Someday My Prince Will Come" e "Moanin".

### Kids on the Slope Original Soundtrack: Plus More & Rare
Kids on the Slope Original Soundtrack: Plus More & Rare, um suplemento da trilha sonora original tem músicas adicionais e reorganizadas do anime. Também foi publicado pela Epic Records Japan em 2012. O álbum atingiu a 49.ª posição no gráfico de vendas da Oricon.
| Lista de faixas |                                                  |                                |         |  |
| N.º             | Título                                           | Artista original               | Duração |  |
| 1.              | "Angel and Rosary"                               | —                              | 0:26    |  |
| 2.              | "Sentaro Drum Solo"                              | —                              | 0:37    |  |
| 3.              | "Moanin' Copy (Mono Mix)"                        | Bobby Timmons                  | 1:33    |  |
| 4.              | "But Not for Me (festival jazz version)"         | Ira Gershwin & George Gershwin | 0:26    |  |
| 5.              | "Slasher than Bop"                               | —                              | 1:02    |  |
| 6.              | "Raindrops Keep Swingin' on My Head"             | —                              | 1:13    |  |
| 7.              | "Skip"                                           | —                              | 1:38    |  |
| 8.              | "Button2"                                        | —                              | 0:09    |  |
| 9.              | "Memory"                                         | —                              | 1:23    |  |
| 10.             | "Hey Boy"                                        | —                              | 1:34    |  |
| 11.             | "Bang Bang Bang"                                 | —                              | 2:38    |  |
| 12.             | "Grande valse brillante"                         | Frederic Francois Chopin       | 0:52    |  |
| 13.             | "Slope"                                          | —                              | 1:24    |  |
| 14.             | "Piano2"                                         | —                              | 0:14    |  |
| 15.             | "nichijo3"                                       | —                              | 1:04    |  |
| 16.             | "Moanin' Organ Version (Kaoru & Sentaro Duo)"    | Bobby Timmons                  | 1:19    |  |
| 17.             | "kumori"                                         | —                              | 2:18    |  |
| 18.             | "Days of Egg"                                    | —                              | 0:53    |  |
| 19.             | "nichijo0"                                       | —                              | 1:40    |  |
| 20.             | "Smokey4"                                        | —                              | 1:26    |  |
| 21.             | "Button5"                                        | —                              | 0:08    |  |
| 22.             | "Blue Egg"                                       | —                              | 0:42    |  |
| 23.             | "Yurika (DJ Mitsu the Beats re-arrange version)" | —                              | 3:26    |  |
| 24.             | "Without a Word"                                 | —                              | 0:53    |  |
| 25.             | "Ritsuko's rit."                                 | —                              | 0:52    |  |
| Duração total:  | Duração total:                                   | Duração total:                 | 52:18   |  |

### Kids on the Slope Soundtrack & Jazz Music Collection
Em 2018, a Ariola Japan publicou Kids on the Slope Soundtrack & Jazz Music Collection, que reúne a trilha sonora da adaptação cinematográfica live action. O álbum alcançou a posição 161 na lista de vendas da Oricon.
| Lista de faixas |                                   |                            |         |  |
| N.º             | Título                            | Artista original           | Duração |  |
| 1.              | "Beginning"                       | —                          | 2:28    |  |
| 2.              | "Moanin'"                         | Bobby Timmons & Art Blakey | 1:23    |  |
| 3.              | "Rampage Rain"                    | —                          | 0:58    |  |
| 4.              | "Wild and Bright"                 | —                          | 0:45    |  |
| 5.              | "Pavane pour une infante défunte" | Maurice Ravel              | 0:40    |  |
| 6.              | "Day-to-Day"                      | —                          | 1:14    |  |
| 7.              | "Sentaro's Drum"                  | —                          | 0:32    |  |
| 8.              | "Get You Back"                    | —                          | 0:52    |  |
| 9.              | "Fat Girl"                        | Fats Navarro               | 2:01    |  |
| 10.             | "Day-to-Day 'Summer'"             | —                          | 0:51    |  |
| 11.             | "Our Youthful Days"               | —                          | 1:38    |  |
| 12.             | "Beautiful Woman"                 | —                          | 0:43    |  |
| 13.             | "Lovesickness"                    | —                          | 1:03    |  |
| 14.             | "Envious"                         | —                          | 0:23    |  |
| 15.             | "Follow Your Heart"               | —                          | 1:01    |  |
| 16.             | "Love Cry"                        | —                          | 0:58    |  |
| 17.             | "Sadness"                         | —                          | 2:08    |  |
| 18.             | "About Him"                       | —                          | 1:44    |  |
| 19.             | "I'm Sorry"                       | —                          | 1:48    |  |
| 20.             | "Emptiness"                       | —                          | 0:49    |  |
| 21.             | "Chasm"                           | —                          | 1:42    |  |
| 22.             | "Grow Apart"                      | —                          | 0:42    |  |
| 23.             | "The Pain"                        | —                          | 1:16    |  |
| 24.             | "Apollon Special Medley"          | —                          | 4:33    |  |
| 25.             | "Theme of Apollon"                | —                          | 1:27    |  |
| Duração total:  | Duração total:                    | Duração total:             | 41:24   |  |